# リースビュルク
リースビュルク (ドイツ語: Riesbürg) は、ドイツ連邦共和国バーデン＝ヴュルテンベルク州シュトゥットガルト行政管区のオストアルプ郡に属す町村（以下、本項では便宜上「町」と記述する）である。

## 地理

### 位置
リースビュルクは、ネルトリンガー・リース内、ネルトリンゲンの西約 5 km に位置している。

### 自治体の構成
この町の町域は、ボプフィンゲンによって2つに分かれており、北側にプフラウムロッホとゴルトブルクハウゼン地区、南側にウッツメミンゲン地区がある。
自治体としてのリースビュルクには、かつて独立していた町村ゴルトブルクハウゼン、プフラウムロッホ、ウッツメミンゲンと、これらに付属する5つの村落、農場、住居群が属している。

### 隣接する市町村
この町は、北はキルヒハイム・アム・リース、東はバイエルン州のネルトリンゲン、南はネーレスハイム、西はボプフィンゲンと境を接している。

### 土地利用
| 土地利用種別面積 | 農業用地 | 森林   | 住宅地 | 産業用地 | 交通用地 | 水域  | レジャー用地 | その他 |
| ---------------- | -------- | ------ | ------ | -------- | -------- | ----- | ------------ | ------ |
| 面積 (km2)       | 10.89    | 4.73   | 0.68   | 0.08     | 1.02     | 0.13  | 0.05         | 0.38   |
| 占有率           | 60.6 %   | 26.3 % | 3.8 %  | 0.5 %    | 5.7 %    | 0.7 % | 0.3 %        | 2.1 %  |

州統計局の2015年現在のデータによる。

## 歴史

### 地域再編
バーデン＝ヴュルテンベルク州の地域再編に伴い、1972年4月1日にゴルトブルクハウゼンがプフラウムロッホに合併し、1973年1月1日にウッツメミンゲンがこれに加わった。プフラウムロッホは1973年7月25日にリースビュルクと改名した。リースビュルクは、近隣のネルトリンガー・リースにちなんだ人為的な名称である。ビュルク (bürg) は、ウッツメミンゲンにあるかつての城砦 (Burg) や防衛施設と関連づけられている。ここには現在も古い城がある。
現在この町の地区となっている地域はいずれも19世紀初めからヴュルテンベルク領で、オーバーアムト・ネーレスハイムに属していた。1938年にアーレン郡に編入され、1973年の郡の再編によって新たに創設されたオストアルプ郡となった。

### プフラウムロッホ
アーレンとネルトリンゲンとの間の連邦道 B29号線沿いに位置する、この町の行政中心地である。人口約1,000人で、約350人分の工業系の職場がある。
Pflunloch は、1246年に初めて文献に記録されているが、遅くとも1503年には自ら Pflaulach と名乗っている。帝国代表者会議主要決議により1803年にエッティンゲン＝ヴァラーシュタイン家らは、プフラウムロッホに多くの土地を有するキルヒハイム・アム・リース修道院の所有を認められた。しかし、陪臣化に伴ってエッティンゲン家の所領は1806年にバイエルン王国領となり、1810年には領土交換によってヴュルテンベルク王国領となった。オーバーアムト・ネーレスハイムの記録によれば、1872年プフラウムロッホには 481人の住民がおり、このうち 171人が福音主義、125人がユダヤ人であった。

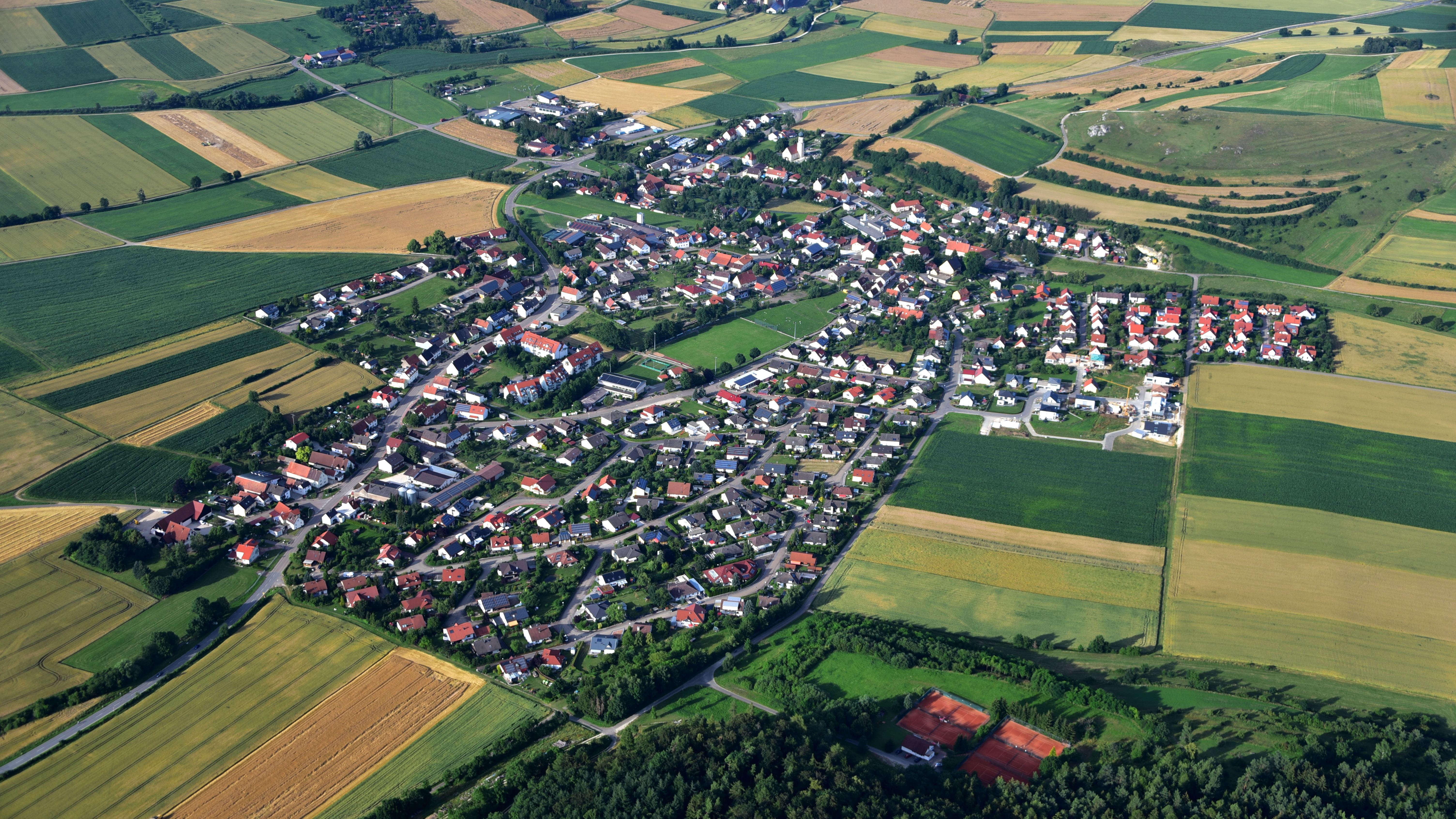
ウッツメミンゲンの空撮写真

### ウッツメミンゲン
ウッツメミンゲンはシュヴェービッシェ・アルプの麓にあり、バイエルン州の集落に取り囲まれている。この集落は人口約 1,100人のリースビュルク町最大の地区である。この集落は1972年から州指定の保養地となっている。ウッツメミンゲンは852年に初めて文献に記録されている。プフラウムロッホと同様に、帝国代表者会議主要決議に基づき1806年に最初はバイエルン王国に属したが、4年後の領土交換によってヴュルテンベルク王国領となった。

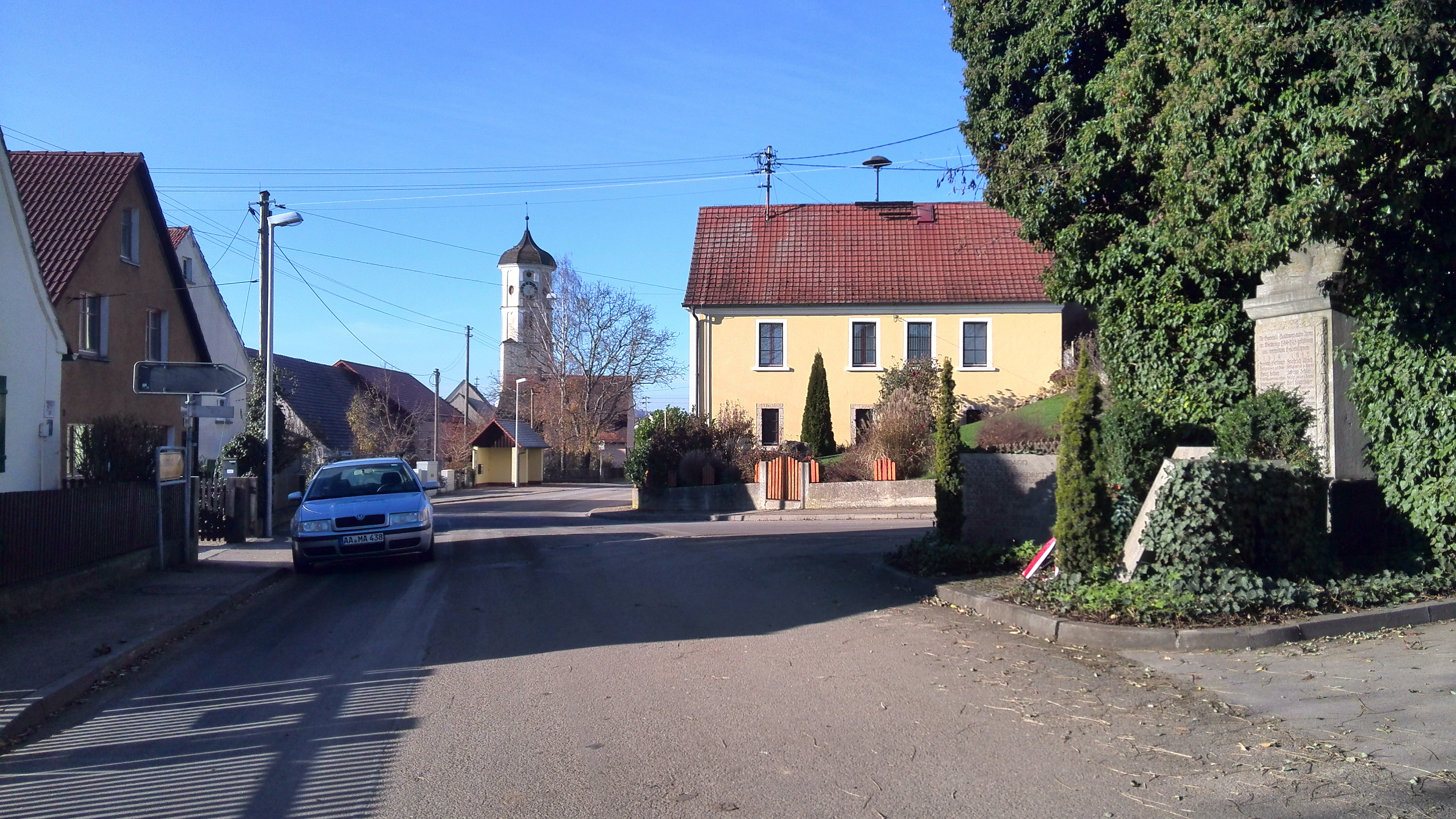
ゴルトブルクハウゼンの町並み

### ゴルトブルクハウゼン
ゴルトブルクハウゼンは、人口約300人の、この町で最も小さな地区である。この集落は1276年に初めて文献に記録されている。この集落は長らく帝国都市ネルトリンゲンに属したが、19世紀の初めにヴュルテンベルク王国領となった。

## 住民

### 宗教

#### キリスト教
ウッツメミンゲンは、ドイツ騎士団のカプフェンブルク騎士修道会管区に属していたために宗教改革の影響を受けず、カトリックが強く根付いている。教会組織の中心は聖マルティン教会である。この教会は、1742年に先代の教会が老朽化で取り壊さねばならなくなり、建て替えられたものである。プフラウムロッホには福音主義教会（プフラウムロッホ教会）もローマ＝カトリック教会もある。ゴルトブルクハウゼンでは、早くも1543年に宗教改革がなされた。しかしゴルトブルクハウゼンの現在の教会組織である福音主義聖ミヒャエルス教会は、宗教改革以前からすでに存在していたことが判っている。

#### ユダヤ教
プフラウムロッホには1487年からユダヤ人が住んでいた。シナゴーグは1703年に建設された。この建物は1802年に焼失し、再建は1846年に完了した。しかし所有者はこの建物を1907年に町に寄贈し、1963年以降は町役場に転用されている。1840年に設けられたユダヤ人墓地は、現在も存在している。

## 行政

### 行政共同体
この町は、ボプフィンゲン行政共同体に加盟している。

### 首長
20年間町長を務め2011年9月30日に引退したギュンター・ノイマイスターの後任として、ヴィリバルト・フライハルトが町長に就任した。

### 議会
この町の議会は、12議席で構成されている。

### 支援協力関係
この町は、エルヴァンゲンに駐屯しているドイツ連邦軍部隊と長い間支援協力関係を結んでいる。毎年開催されるハイライトが、協力部隊による客演射撃である。

### 姉妹自治体
- エヴル＝シュル＝アンドル（フランス語版、英語版）（フランス、アンドル＝エ＝ロワール県）1973年

エヴルとの姉妹自治体関係は、1973年、当時は独立した町村であったウッツメミンゲンとの間で締結された。これによりヨーロッパの関係に貢献したとして、リースビュルクは1993年10月15日に欧州旗を授与された。

## 文化と見所

### 博物館
ゴルトブルクハウゼンにはゴルトベルク博物館がある。この博物館は、石器時代のゴルトベルク入植地に関する展示、紹介をしている。

### 文化財
- オフネットヘーレン: ウッツメミンゲンの外れ（精確にはネルトリンゲンの市域である）に「オフネットヘーレン」と呼ばれる大小の洞窟がある。洞窟内では、20世紀初めに石器時代の頭骨が発見された。すべての頭骨は西を向いていた[14]。
- レーマーホーフ: オフネットヘーレンの麓にローマ時代の荘園（ヴィラ・ルスティカ（ドイツ語版、英語版））の遺構がある。修復されたかつての建物の平面図を見ることができる。
- ゴルトベルク: プフラウムロッホとゴルトブルクハウゼンとの間にゴルトベルクがある。ゴルトベルク周辺とこれに接する荒れ地を含む自然保護区では、多くの珍しい動植物を見ることができる。
- オーレンギプフェル: 高さ 652 m のオーレンギプフェルは、ウッツメミンゲンとボプフィンゲン＝ヘルツフェルトハウゼンとの間のリースの端にあたる。

### スポーツ
この町は、サッカー、テニス、柔術など多彩なスポーツやレジャーを提供している。様々なクラブが活動しており、一部は成功を収めている。

## 経済と社会資本
この町の経済構造は、どちらかといえば農業が主である。多くの手工業者の他に、多くの工業系企業のも町内にはある。これらの企業は主に主邑のプフラウムロッホにある。

### 交通
連邦道 B29号線（ヴァイブリンゲン - ネルトリンゲン）がリースビュルクを通っている。リース鉄道（アーレン - ドナウヴェルト）のプフラウムロッホ駅にはレギオナルバーンの列車が停車する。

### 教育
プフラウムロッホとウッツメミンゲンには、基礎課程学校がそれぞれ1校ある。この他にローマ＝カトリック教会が運営する幼稚園が1園（ウッツメミンゲン）と福音主義教会が運営する幼稚園が1園（プフラウムロッホ）にある。